# Tororo

Stadtzentrum, vom Tororo Rock aus gesehen

„Tororo Rock“, Wahrzeichen von Tororo

Tororo ist eine Stadt im Südosten Ugandas nahe der Grenze zu Kenia mit 47.729 Einwohnern. Sie ist die Hauptstadt des gleichnamigen Distrikts Tororo.

## Einrichtungen
Tororo ist Sitz des katholischen Erzbistums Tororo. 1984 gründeten Missionsbenediktiner von Sankt Ottilien in dem Ort ein Kloster mit dem Namen Christ the King's Priory. Der Konvent umfasste 2008 19 Mönche, 2010 25 Mönche. Das Kloster unterhält Einrichtungen wie Berufsschulen und Ausbildungsstätten in den Bereichen Metallverarbeitung, Tischlerei und Bauhandwerk.
An das Kloster der Missionsbenediktiner angegliedert gibt es eine Augenklinik (Benedictine Eye Hospital), die mitunter vom Lions-Hilfswerk betreut wird.

## Klima
Trotz der exponierten Lage in der Nähe des Mount Elgon hat es in Tororo seit Beginn der Wetteraufzeichnungen im Januar 1957 immer wieder Dürren gegeben. Im Zeitraum 1973 bis Juli 1974 fielen beispielsweise nur 61,99 mm Regen, während eine zweimonatige Messung im landesweiten Dürrejahr 1999 nur 0 mm ergab. Die Jahre 2000–2009 erbrachten unter Zusammenfassung der Jahre 2003 und 2004, sowie unter Ausschluss des Jahres 2001 einen jährlichen Regendurchschnitt von 488,39 Millimetern. Im Vergleichszeitraum 1973–1978 fielen dagegen nur 213,15 mm Regen. Die zerstörerische Wucht der Sturzflut vom 18. Juni 1997 mit 320,04 mm wurde nicht ansatzweise wieder erreicht. Der Spitzenwert vom 14. Februar 2008 erbrachte lediglich ein Quantum von 114,05 mm Niederschlag, was aber für einen Tag im ugandischen Februar ein außerordentliches Ereignis darstellt.

## Infrastruktur
Tororo liegt knapp 10 Kilometer vom kenianischen Grenzort Malaba entfernt. Die Stadt besitzt eine Flugzeuglandebahn. Zudem ist es ein Knotenpunkt der Uganda Railway mit Schienenstrecken von Mombasa am Indischen Ozean nach Kampala und nach Norden in Richtung Mbale und Pakwach. Der Ort hat Fernstraßenverbindungen über die A 104 nach Webuye in Kenia sowie in Richtung Iganga und Mbale.

## Bevölkerungsentwicklung
| Jahr           | Einwohner |
| -------------- | --------- |
| Zensus 1911    |           |
| Zensus 1921    |           |
| Zensus 1931    |           |
| Zensus 1940    |           |
| Zensus 1959    | 6.000     |
| Zensus 1969    |           |
| Zensus 1980    |           |
| Zensus 1991    | 26.783    |
| Zensus 2002    | 34.810    |
| Schätzung 2005 | 47.729    |